# Kościół de la Sainte Trinité w Paryżu
Kościół de la Sainte-Trinité (Świętej Trójcy) – eklektyczny kościół katolicki w Paryżu na prawym brzegu Sekwany.

## Historia
Powstanie kościoła miało ścisły związek z wielką przebudową Paryża. Według osobistej koncepcji barona Haussmanna miał on stanowić kolejną, po Operze Garnier i dworcu Saint-Lazare, ozdobę bogatej dzielnicy wokół bulwarów Saint-Lazare i Chaussée-d'Antin.
Autorem projektu budynku był Theodore Ballu, który zbudował kościół w latach 1861-1867, dokonując przy okazji rzadkiej sztuki - budowy imponującego architektonicznie i zdobniczo obiektu przy minimalnych kosztach, które zamknęły się w kwocie czterech milionów franków. W roku zakończenia budowy obiekt został oficjalnie konsekrowany, w dwa lata później wzbogacił się o organy wybudowane przez Aristide'a Cavaillé-Colla. 
W 1868 w kościele odbył się pogrzeb Gioacchino Rossiniego, a w 1869 - Hectora Berlioza. 
Organistami tytularnymi głównych organów byli: Alexandre Guilmant w latach 1869-1901; Olivier Messiaen w latach 1931-1992.

## Architektura
Theodore Ballu postanowił przy realizacji projektu kościoła zerwać z dotychczasowym ścisłym przestrzeganiem form jednego stylu architektonicznego. Zamiast tego uczynił kościół Św. Trójcy mieszanką stylową. Fasada obiektu naśladuje renesansowe budownictwo flamandzkie (wieża w formie tzw. belforty, półokrągłe okna, ażurowe wieżyczki i hełm wieży głównej) i gotyk (ostrołukowe okna, rozeta jako centralny punkt fasady). Na fasadzie znajdują się posągi Cnót - sprawiedliwości, siły, opanowania oraz skromności oraz w osobnym rzędzie wiary, nadziei i miłości. 

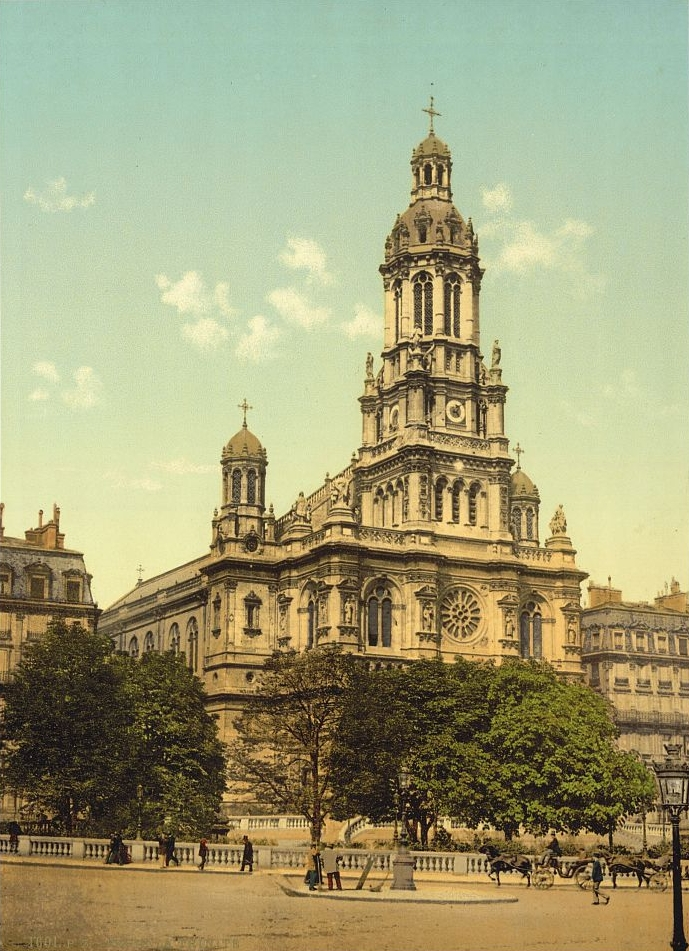
Widok kościoła pod koniec XIX wieku

Ze względu na wezwanie kościoła wielokrotnie powtarza się w nim symbolika liczby 3 - dolny poziom fasady zawiera trzy łuki arkadowe, zaś przed kościołem architekt ustawił trzy niewielkie fontanny. Kościół, podobnie jak inne dzieła Ballu, obficie wykorzystuje metal jako podstawę konstrukcyjną, choć nie jest on tak widoczny jak w innych kościołach tego projektanta. Obiekt wyróżnia się rozmiarami - ma 90 metrów długości, 34 szerokości oraz 65-metrową wieżę (wysokość do sklepienia wynosi 30 m). 
Kościół jest jednonawowy z szeregiem kaplic bocznych. Uderza bogactwem dekoracji wnętrza, niemal całkowicie polichromowanego lub pokrytego złoceniami. Wyróżniają się w nim figury apostołów, grupa aniołów oraz figura Madonny, wszystkie w stylu Cesarstwa.